# Wanasuka
Wanasuka is een bestuurslaag in het regentschap Bandung van de provincie West-Java, Indonesië. Wanasuka telt 4742 inwoners (volkstelling 2010).